# (7320) Potter
(7320) Potter est un astéroïde de la ceinture principale.

## Description
(7320) Potter est un astéroïde de la ceinture principale. Il fut découvert le 2 octobre 1978 à Naoutchnyï par Lioudmila Jouravliova. Il présente une orbite caractérisée par un demi-grand axe de 3,13 UA, une excentricité de 0,19 et une inclinaison de 4,5° par rapport à l'écliptique.

## Compléments